# Dysschema titan
Dysschema titan är en fjärilsart som beskrevs av Druce 1910. Dysschema titan ingår i släktet Dysschema och familjen björnspinnare. Inga underarter finns listade i Catalogue of Life.